# Chirostoma arge
Chirostoma arge es una especie de pez del género Chirostoma, familia Atherinopsidae. Fue descrita científicamente por Jordan & Snyder en 1899.
Se distribuye por América del Norte: endémica de la cuenca del río Lerma, México. La longitud total (TL) es de 11,2 centímetros con un peso máximo de 8,28 gramos.
Está clasificada como una especie marina inofensiva para el ser humano.